# Faye Marsay
Faye Marsay, född 30 december 1986 i Middlesbrough, är en brittisk skådespelare.
Marsay har bland annat medverkat i TV-serierna Deep Water från 2019, Avocado Toast the Series från 2020 och Andor från 2022. Hon har även medverkat i filmen Lady Chatterleys älskare från 2022.

## Filmografi (i urval)
- 2013: The White Queen
- 2014: Bletchley circle
- 2019: Deep Water
- 2020: Avocado Toast the Series
- 2022: Andor
- 2022: Lady Chatterleys älskare
- 2025 – Adolescence (TV-serie)
- 2025 – Ten Pound Poms (TV-serie)